# Process (album)
Cet article concerne l'album de dream. Pour le film de C.S. Leigh, voir Process.
Albums de dream
Dear...
(2001) Dream World
(2003)
Compilations par dream
Eternal Dream
(2002)
Singles
1. Solve
Sortie : 23 mai 2001
2. Our Time
Sortie : 8 août 2001
3. Stay: Now I'm Here
Sortie : 31 octobre 2001
4. Get Over
Sortie : 28 novembre 2001
5. Yourself
Sortie : 1er décembre 2002

Process est le deuxième album original du groupe Dream, sorti en 2002.

## Présentation
L’album, produit par Max Matsura, sort le 14 février 2002 au Japon sous le label avex trax. Il atteint la 8e place du classement Oricon, et reste classé durant quatre semaines. Il restera le quatrième album le plus vendu du groupe.
C'est le dernier album original sorti par la formation originale du groupe, en trio ; en effet, Mai Matsumuro quittera le groupe l'été suivant, après la sortie de la compilation Eternal Dream, et sera remplacée par six nouvelles membres.
L’album contient quatorze chansons (plus un titre instrumental en ouverture), dont cinq déjà parues sur les cinq derniers singles du groupe sortis durant les dix mois précédents (l'une d'elles est cependant remaniée pour l'album). 
Toutes les paroles sont écrites par les membres du groupe : celles de dix des titres sont écrites par Mai Matsumuro, et les deux autres membres écrivent chacune les paroles de deux des chansons inédites. Chacune des trois membres interprète en solo une des chansons qu'elle a écrites.

## Formation
- Mai Matsumuro
- Kana Tachibana
- Yū Hasebe

## Liste des titres
Les paroles sont écrites par Mai Matsumuro, sauf celles des titres n°5 et 11 par Kana Tachibana et n°7 et 14 par Yū Hasebe.
| 1.    | Prologue (Instrumental)                                                       | Masaya Suzuki / Masaya Suzuki              | 0:58 |
| 2.    | Yourself (12e single)                                                         | Kazuhito Kikuchi / Masaya Suzuki           | 6:09 |
| 3.    | "Puzzle" (『パズル』)                                                         | Mitsuru Igarashi / Mitsuru Igarashi        | 4:32 |
| 4.    | Solve (solve) (8e single)                                                     | Morifumi Kawamoto / Izumi "D.M.X" Miyazaki | 4:29 |
| 5.    | New Days (par Kana Tachibana en solo)                                         | D.A.I, Kazuhito Kikuchi / Masaya Suzuki    | 4:46 |
| 6.    | Destine (destine)                                                             | Tetsuro Oda / HΛL                          | 4:43 |
| 7.    | Precious Heart (par Yū Hasebe en solo)                                        | Mitsuru Igarashi / Mitsuru Igarashi        | 5:44 |
| 8.    | Our Time (9e single)                                                          | D.A.I. / Izumi "D.M.X" Miyazaki            | 3:51 |
| 9.    | NeverMore (par Mai Matsumuro en solo)                                         | Mitsuru Igarashi / Mitsuru Igarashi        | 5:02 |
| 10.   | Subpain (SUBPAIN)                                                             | Toshiharu Umesaki / HΛL                    | 4:37 |
| 11.   | Answer                                                                        | Mitsuru Igarashi / Mitsuru Igarashi        | 4:22 |
| 12.   | Negai (願い)                                                                  | Y@suo Ohtani / Hideyuki Obata              | 4:34 |
| 13.   | Get Over (11e single)                                                         | Bounceback / M. Nakao, Shunsuke Yazaki     | 5:15 |
| 14.   | Don't Forget Memory (Don't forget memory)                                     | Yasuhiko Hoshino / Masafumi Nakao          | 5:12 |
| 15.   | Stay: Now I'm Here (Brilliant Version) (STAY ~now I'm here~ ...) (10e single) | Kunio Tago / Masaya Suzuki                 | 5:44 |
| 69:58 |                                                                               |                                            |      |